# Poul Pedersen (fotograf)
 For alternative betydninger, se Poul Pedersen. (Se også artikler, som begynder med Poul Pedersen)
Poul Johan Touborg Pedersen (født 14. april 1928 i Århus, død maj 2019) var en dansk fotograf, han er søn af fotograf Thomas Pedersen.
Poul Pedersen gik fra portrætfotografering over til at fotografere arkitektur og kunst. I 1952 mødte han Asger Jorn i Silkeborg og udførte sammen med Jorn en række lystegninger. Hans fotograferingen af romansk skulptur i Danmark er blevet udgivet i flere publikationer.
Poul Pedersen er rigtigt repræsenteret på Brandts og Det Nationale Fotomuseum, men også på ARoS og Kastrupgårdsamlingen.